# Daytime-Emmy-Verleihung 2009
Die Daytime-Emmy-Verleihung 2009 fand am 30. August 2009 statt. Es war die erste und bisher einzige Veranstaltung, die vom Sender The CW übertragen wurde. Die Verleihung fand im Orpheum Theatre in Los Angeles statt und wurde von Vanessa Lynn Williams moderiert.

## Programmkategorien
| Dramaserie (Outstanding Drama Series)                                                                          | Spielshow (Outstanding Game/Audience Participation Show) |
| --- | --- |
| - Reich und Schön (CBS) - All My Children (ABC) - Zeit der Sehnsuchtl (NBC)                                    | - Cash Cab (Discovery Channel) - Jeopardy! (Syndikation) - Who Wants to Be a Millionaire (Syndikation)                                                                       |
| Entertainment-Talkshow (Outstanding Talk Show-Entertainment)                                                   | Informative Talkshow (Outstanding Talk Show-Informative) |
| - Rachael Ray (Syndikation) - Live with Regis and Kelly (Syndikation) - The Ellen DeGeneres Show (Syndikation) | - The Tyra Banks Show (Syndikation) - Dr. Phil (Syndikation) - The Doctors (Syndikation)                                                                                     |
| Frühstücksprogramm (Outstanding Morning Program)                                                               | Gerichtssendung (Outstanding Legal/Courtroom Program) |
| - Good Morning America (ABC) - The Early Show (CBS) - Today (NBC)                                              | - Christina’s Court (Syndikation) - Family Court with Judge Penny (Syndikation) - Judge Hatchett (Syndikation) - Judge Judy (Syndikation) - The People’s Court (Syndikation) |

## Schauspiel
| Hauptdarsteller in einer Dramaserie (Outstanding Lead Performance in a Drama Series) | Hauptdarsteller in einer Dramaserie (Outstanding Lead Performance in a Drama Series) |
| Hauptdarsteller | Hauptdarstellerin |
| --- | --- |
| - Christian LeBlanc als Michael Baldwin in Schatten der Leidenschaft - Daniel Cosgrove als Bill Lewis in Springfield Story - Anthony Greary als Luke Spencer in General Hospital - Thorsten Kaye als Zach Slater in All My Children - Peter Reckell als Bo Brady in Zeit der Sehnsucht                        | - Susan Haskell als Marty Saybrooke in Liebe, Lüge, Leidenschaft - Jeanne Cooper als Katherine Chancellor in Schatten der Leidenschaft - Susan Flannery als Stephanie Forrester in Reich und Schön - Debbi Morgan als Angie Hubbard in All My Children - Maura West als Carly Tenney in Jung und Leidenschaftlich – Wie das Leben so spielt |
| Nebendarsteller (Outstanding Supporting Performance in a Drama Series) | |
| Nebendarsteller | Nebendarstellerin |
| - Jeff Branson als Shayne Lewis in Springfield Story - Vincent Irizarry als David Hayward in All My Children - Bradford Anderson als Damien Spinelli in General Hospital - Van Hansis als Luke Snyder in Jung und Leidenschaftlich – Wie das Leben so spielt - Jacob Young als JR Chandler in All My Children | - Tamara Braun als Ava Vitali in Zeit der Sehnsucht - Melissa Claire als Annie Lavery in All My Children - Alicia Minshew als Kendall Hart in All My Children - Julie Pinson als Janet Ciccone Snyder in Jung und Leidenschaftlich – Wie das Leben so spielt - Bree Williamson als Jessica Brennan in Liebe, Lüge, Leidenschaft             |
| Kinderdarsteller in einer Dramaserie (Outstanding Performance by a Younger Artist in a Drama Series) | |
| Kinderschauspieler | Kinderschauspielerin |
| - Darin Brooks als Max Brady in Zeit der Sehnsucht - Blake Berris als Nick Fallon in Zeit der Sehnsucht - E.J. Bonilla als Rafe Rivera in Springfield Story - Bryton McClure als Devon Hamilton in Schatten der Leidenschaft - Cornelius Smith jr. als Frankie Hubard in All My Children                      | - Julie Marie Berman als Lulu Spencer in General Hospital - Meredith Hegner als Liberty Snyder in Jung und Leidenschaftlich – Wie das Leben so spielt - Rachel Melvin als Chelsea Brady in Zeit der Sehnsucht - Emily O’Brien als Jana Fisher in Schatten der Leidenschaft - Kirsten Storms als Maxie Jones in General Hospital             |

## Moderation
| Gameshow-Moderation (Outstanding Game Show Host)                                                                                 | Talkshow-Moderator (Outstanding Talk Show Host) |
| --- | --- |
| - Meredith Vieira, Who Wants to Be a Millionaire - Ben Bailey, Cash Cab - Howie Mandel, Deal or No Deal - Alex Trebek, Jeopardy! | - Barbara Walters, Whoopi Goldberg, Joy Behar, Elisabeth Hasselbeck und Sherri Shepherd in The View - Regis Philbin und Kelly Ripa in Live with Regis and Kelly - Rachael Ray in Rachael Ray - Ellen DeGeneres in The Ellen DeGeneres Show |

## Produktion
| Drehbuch (Outstanding Writing Team)                                                | Regie für eine Dramaserie (Outstanding Drama Series Directing Team) |
| ---------------------------------------------------------------------------------- | ------------------------------------------------------------------- |
| - General Hospital - All My Children - Reich und Schön - Liebe, Lüge, Leidenschaft | - Liebe, Lüge, Leidenschaft - All My Children - Zeit der Sehnsucht  |

## Weitere Awards

### Zeichentrickserie für Kinder
(Outstanding Children’s Animated Program)
- WordWorld
- Backyardigans – Die Hinterhofzwerge
- Curious George
- Kleine Einsteins
- Sid the Science Kid

### Lebenswerk
(Lifetime Achievement Award)
- Sesamstraße

### Besondere Erwähnung
(Special tributes)
- Springfield Story
- Feed the Children